# Taormina-Giardini
Taormina-Giardini (wł. Stazione di Taormina-Giardini) – stacja kolejowa w Taormina, w prowincji Mesyna, w regionie Sycylia, we Włoszech. Stacja znajduje się na linii Mesyna – Syrakuzy. Obsługuje również gminę Giardini-Naxos.
Według klasyfikacji RFI ma kategorię srebrną.

## Linie kolejowe
- Linia Mesyna – Syrakuzy